# خوان كويلو
خوان كريستيان بيريرا كويلو (بالبرتغالية: Juan Christian Pereira Coelho‏) (مواليد 10 مارس 2001) هو لاعب كرة قدم برازيلي ، يجيد اللعب في خط الهجوم.

## روابط خارجية
خوان كويلو على موقع اتحاد تركيا (لاعب) (الإنجليزية)
- خوان كويلو على موقع Soccerway.com (الإنجليزية)